# Григорий Гогос
Григорий Гогос (на гръцки: Γρηγόριος Γώγος, катаревуса Γρηγόριος Γῶγος, Григориос Гогос) е гръцки духовник и учен богослов, архимандрит на Цариградската патриаршия.

## Биография
Роден е в 1824 във Ватуса на Лесбос. Завършва Семинарията на Халки, след това учи в Страсбург. От 1856 до 1864 година преподава на Халки. Служи на Крит, в Браила, Александрия и Будапеща. Автор е на богословски изследвания.